# Thổ cẩm

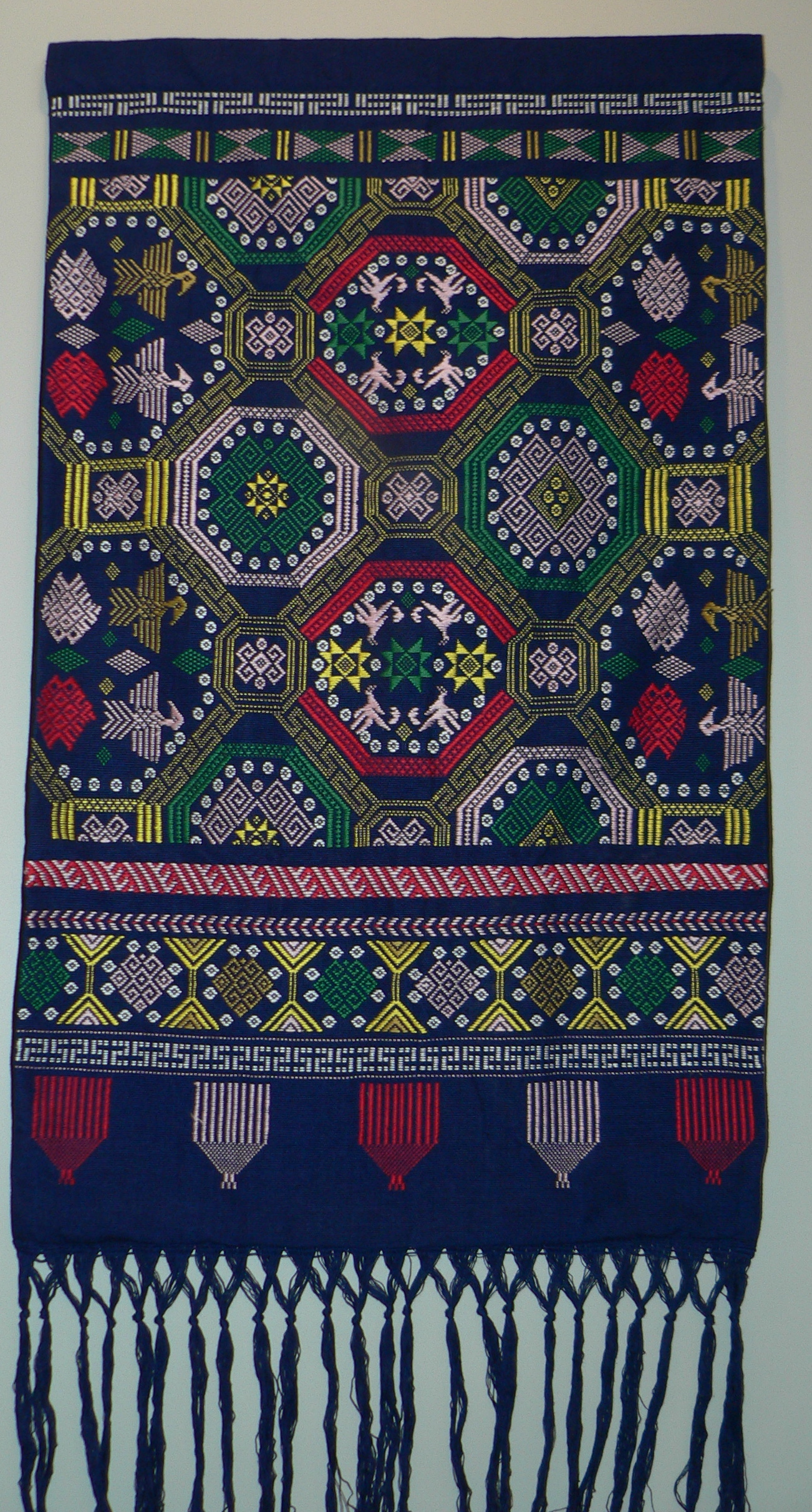
Một mảnh vải thổ cẩm của dân tộc Choang, Quảng Tây, Trung Quốc

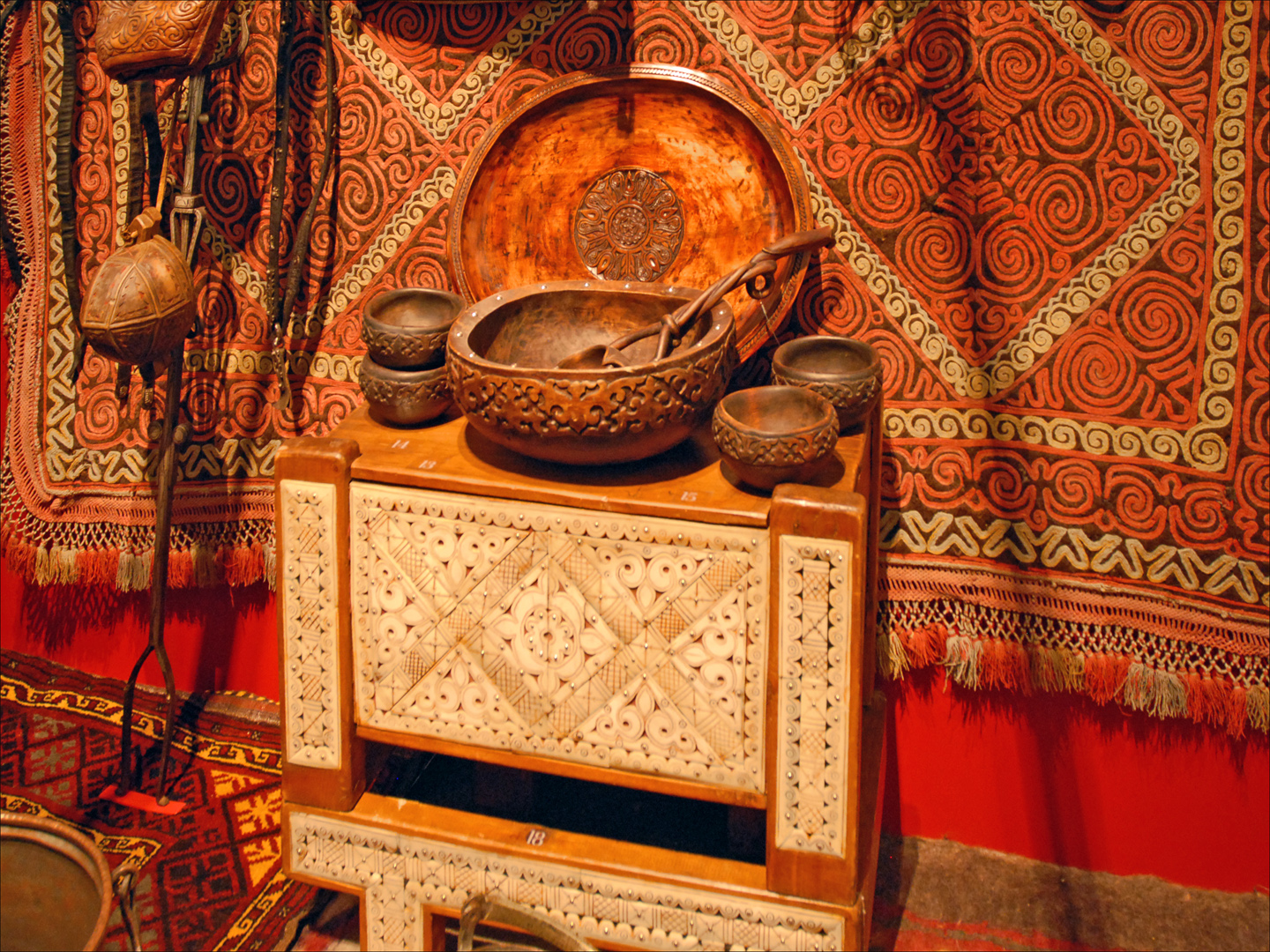
Thổ cẩm của người Mông Cổ

Thổ cẩm là loại hàng vải dệt thủ công giàu họa tiết và các họa tiết này thường nổi lên mặt vải giống như được thêu. Ở Trung Quốc cũng như các quốc gia Đông Nam Á, thổ cẩm thường để chỉ loại vải tự dệt, có hoa văn dệt theo phương pháp truyền thống của các dân tộc thiểu số ở miền núi.

## Đặc điểm
Các hoa văn trên vải thổ cẩm thường thể hiện theo nét truyền thống của từng dân tộc. Nghề dệt thổ cẩm truyền thống được giữ gìn và lưu truyền qua bàn tay khéo léo của những người phụ nữ trong gia đình. Trước đây, đã thành truyền thống, bất cứ cô gái nào khi lớn lên đều được mẹ bày cho cách dệt thổ cẩm, để dệt cho mình những bộ váy và cho cả gia đình của mình sau này. Những bộ váy đẹp nhất dành cho những ngày lễ hội, cưới xin, xuống chợ. Thổ cẩm hiện nay là tên gọi dùng chung chỉ các loại hàng dệt có trang trí màu sắc rực rỡ và đã dệt cả bằng máy với số lượng áp đảo.

## Nguyên liệu

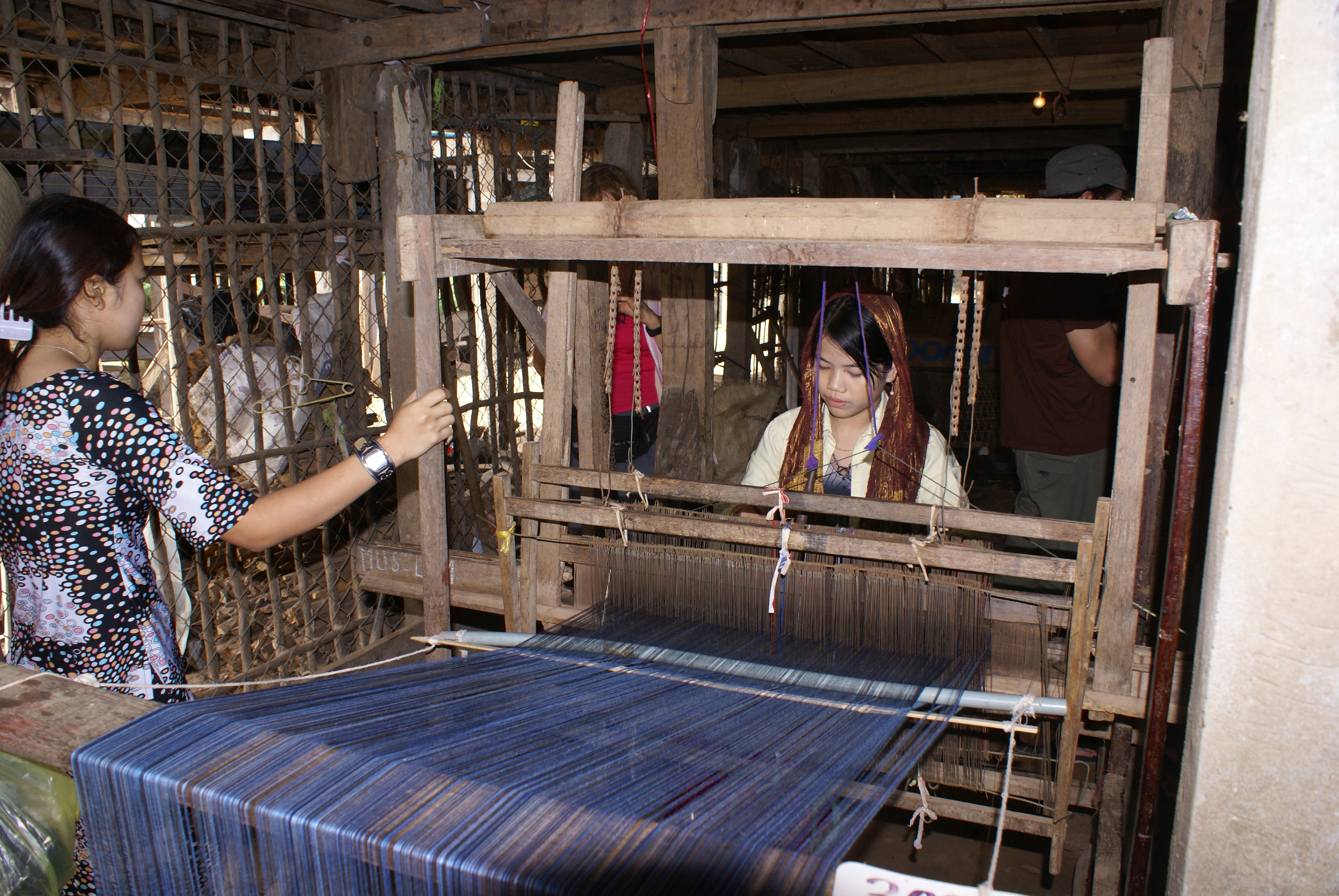
Dệt thổ cẩm tại Châu Đốc, An Giang

Thổ cẩm truyền thống thường sử dụng nguyên liệu chỉ dệt bằng sợi bông, sợi lanh trên rừng, gai nhuộm sẫm. Hoa văn cũng bằng chỉ nhuộm phẩm màu tự nhiên.

## Hoa văn
Hoa văn thổ cẩm chủ yếu hình chim thú, hoa lá được kỉ hà hoá trong từng ô vuông nhỏ, cân đối. Hoa văn tỉ mỉ và cách phối màu tạo cảm giác hoang sơ huyền bí, mỗi hoa văn là biểu tượng của dân tộc đó.

## Các hàng thổ cẩm
Ngoài áo và váy ra còn được phát triển thành khăn bàn, khăn quàng cổ, túi đeo, chăn, gối, hài, ví cầm tay. Các mặt hàng thổ cẩm hiện là những món quà lưu niệm rất được ưa chuộng đối với du khách khi đi du lịch đến các vùng cao.

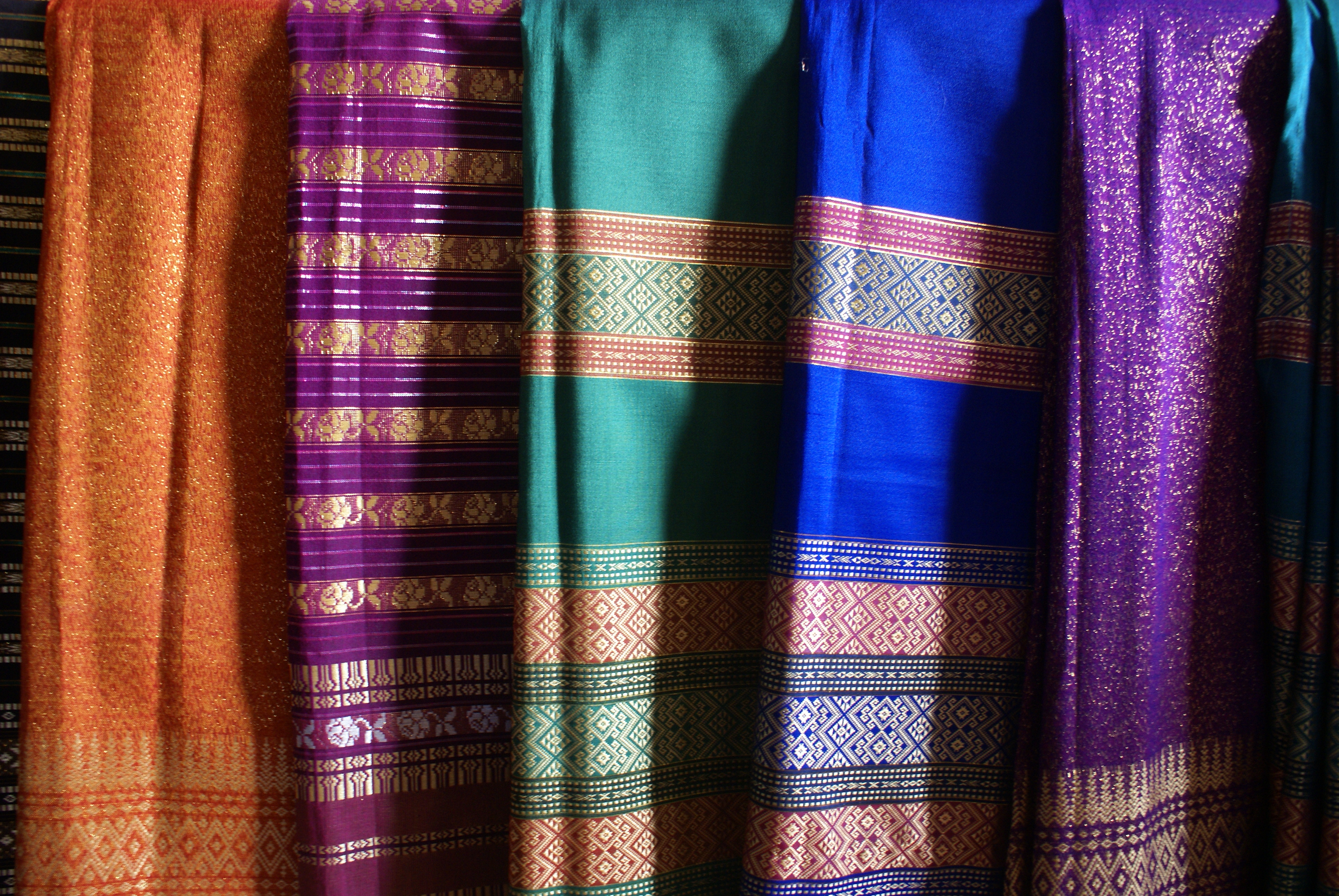
Thổ cẩm từ Châu Đốc, An Giang
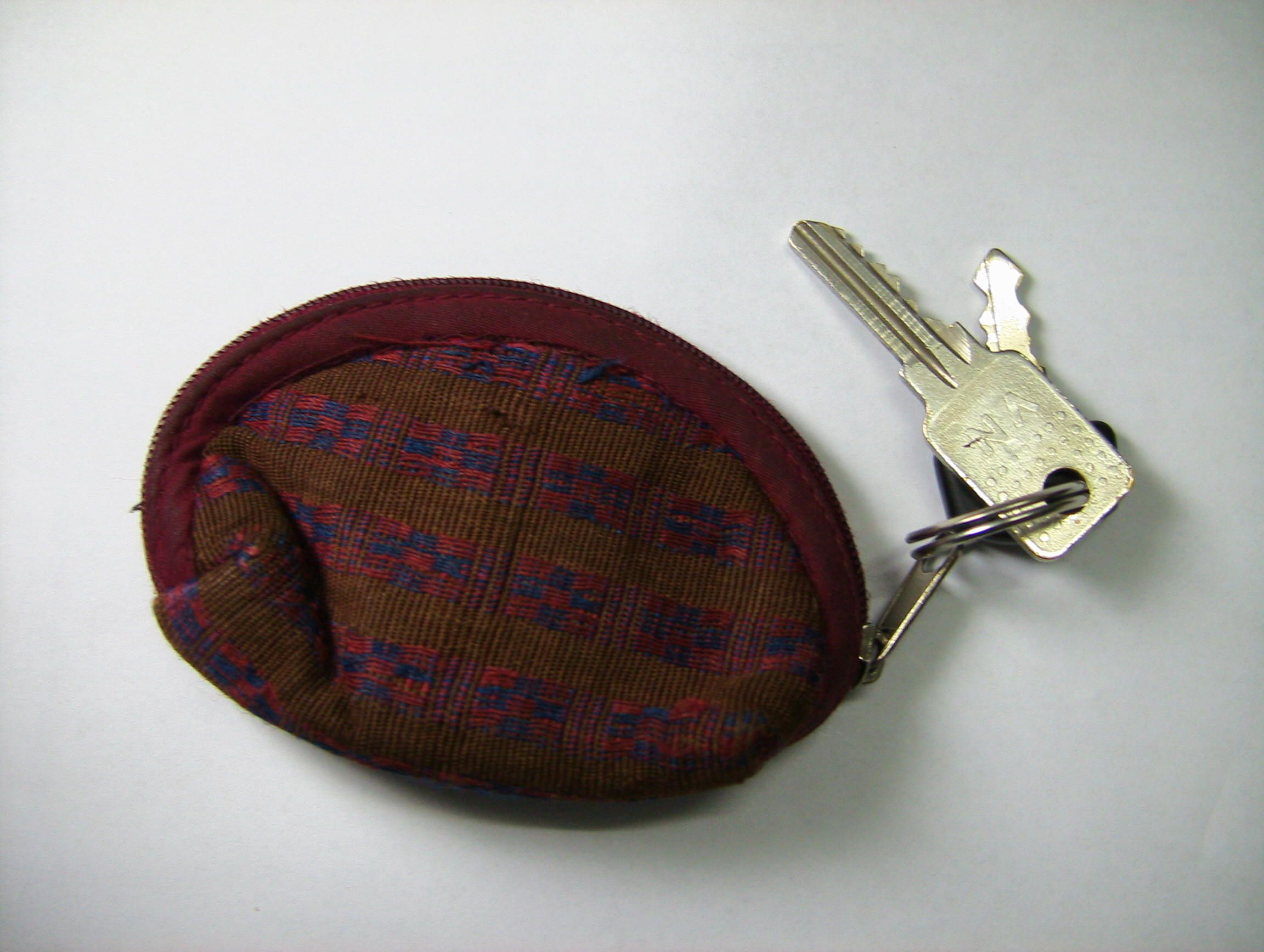
Dây đeo chìa khóa làm từ thổ cẩm
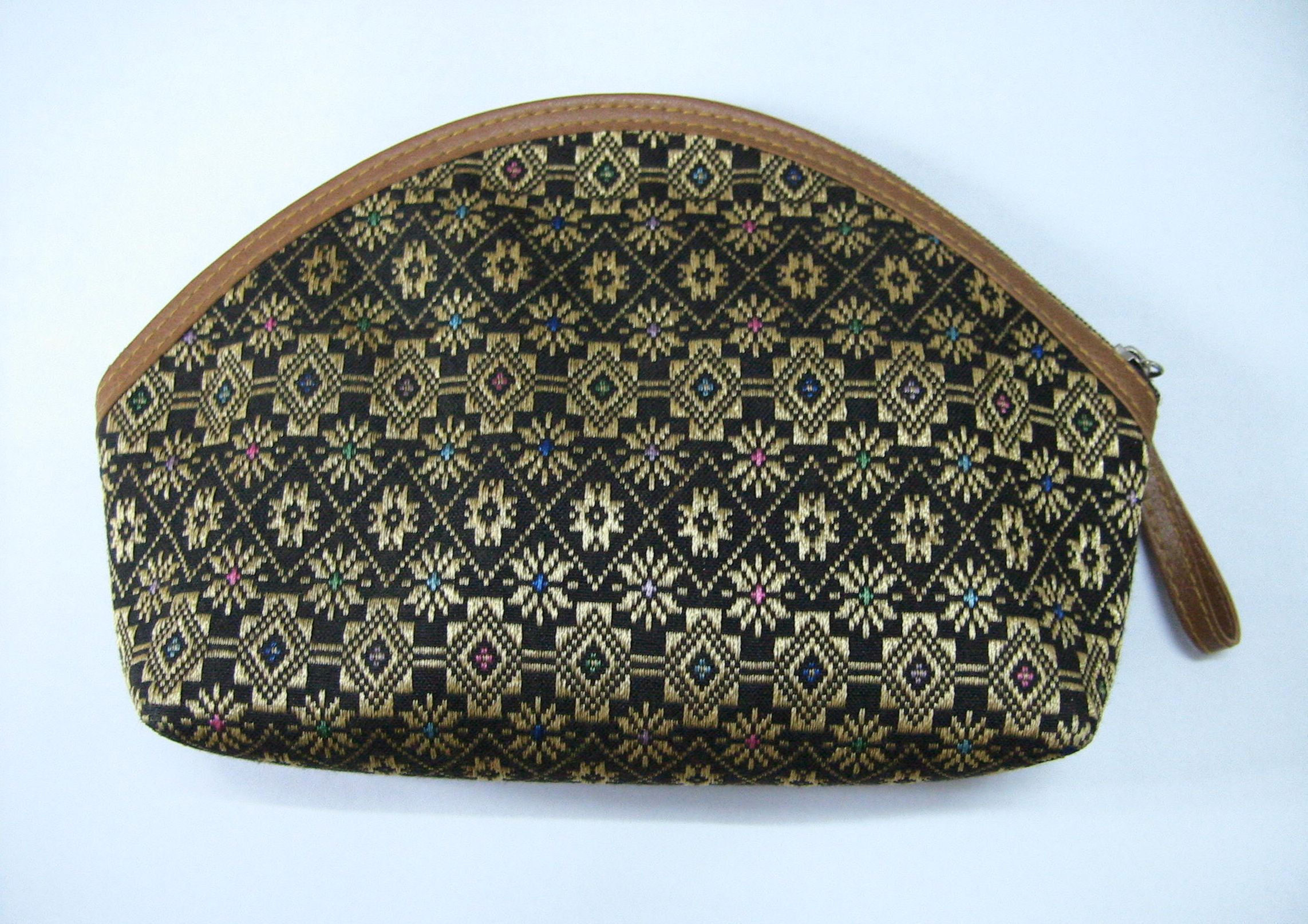
Ví bằng thổ cẩm
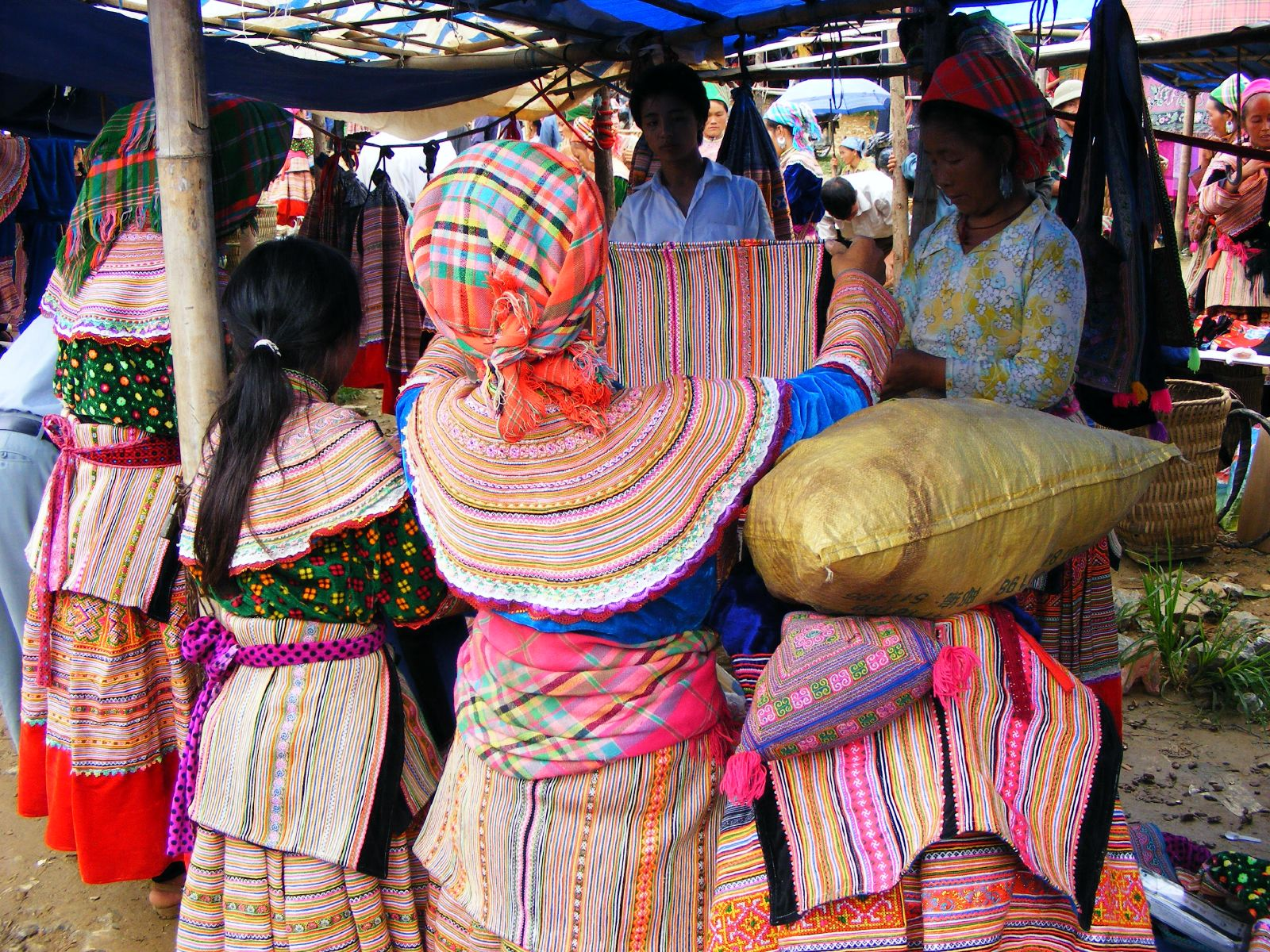
Thổ cẩm bày bán tại chợ Bắc Hà, Sa Pa
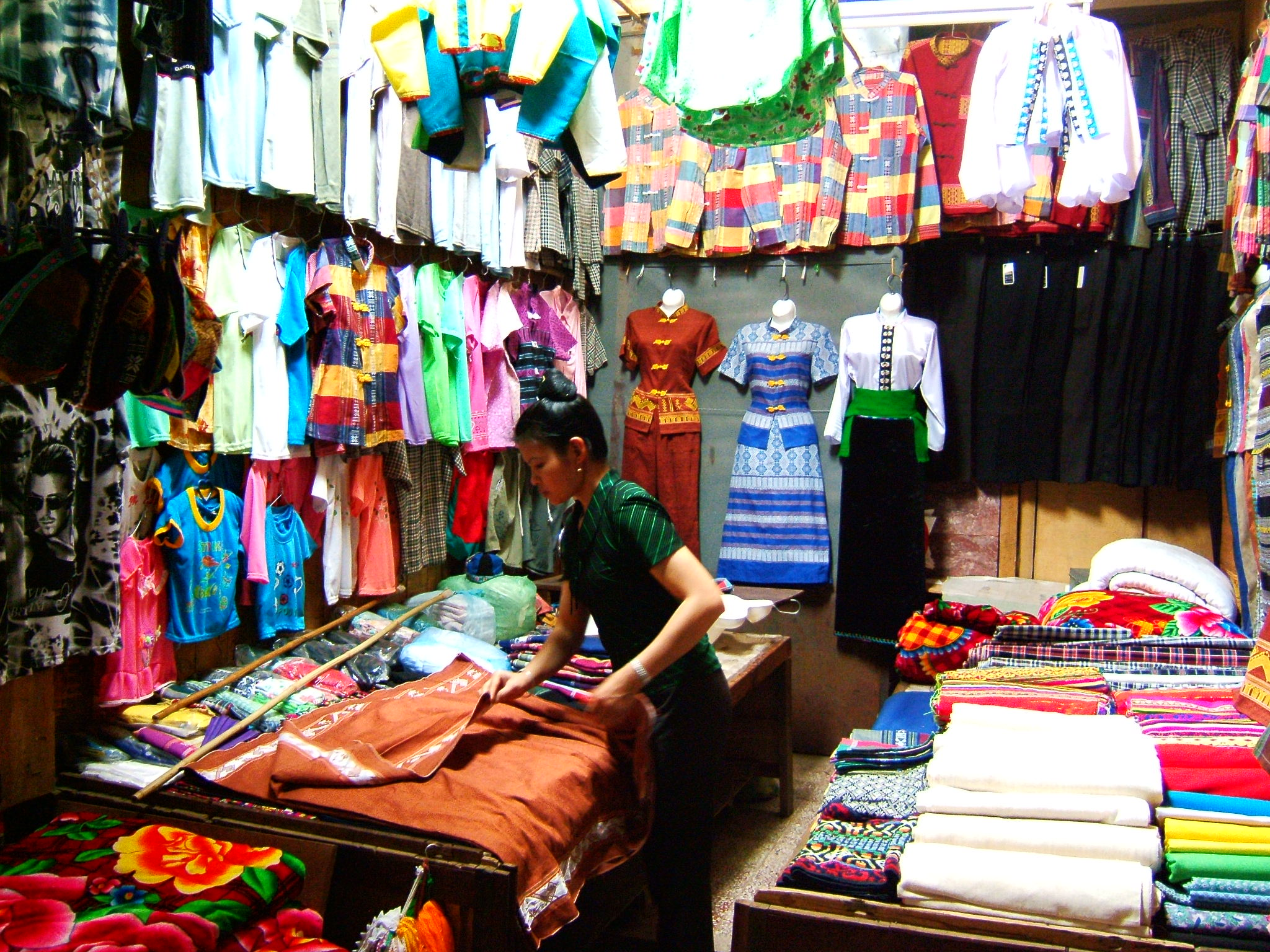
Thổ cẩm bán trong chợ Mường Lò, Nghĩa Lộ
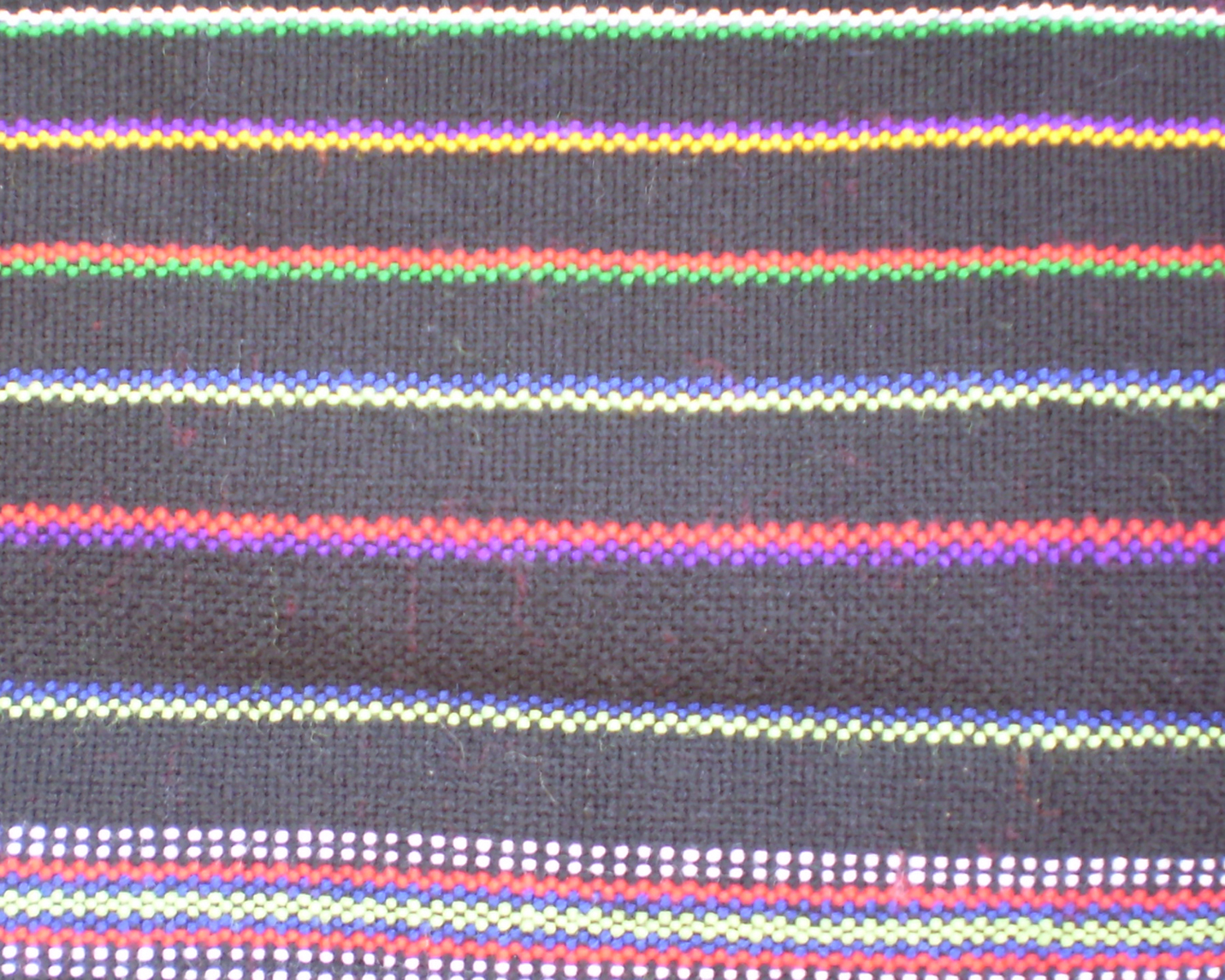
Hoa văn thổ cẩm người Êđê, Tây Nguyên
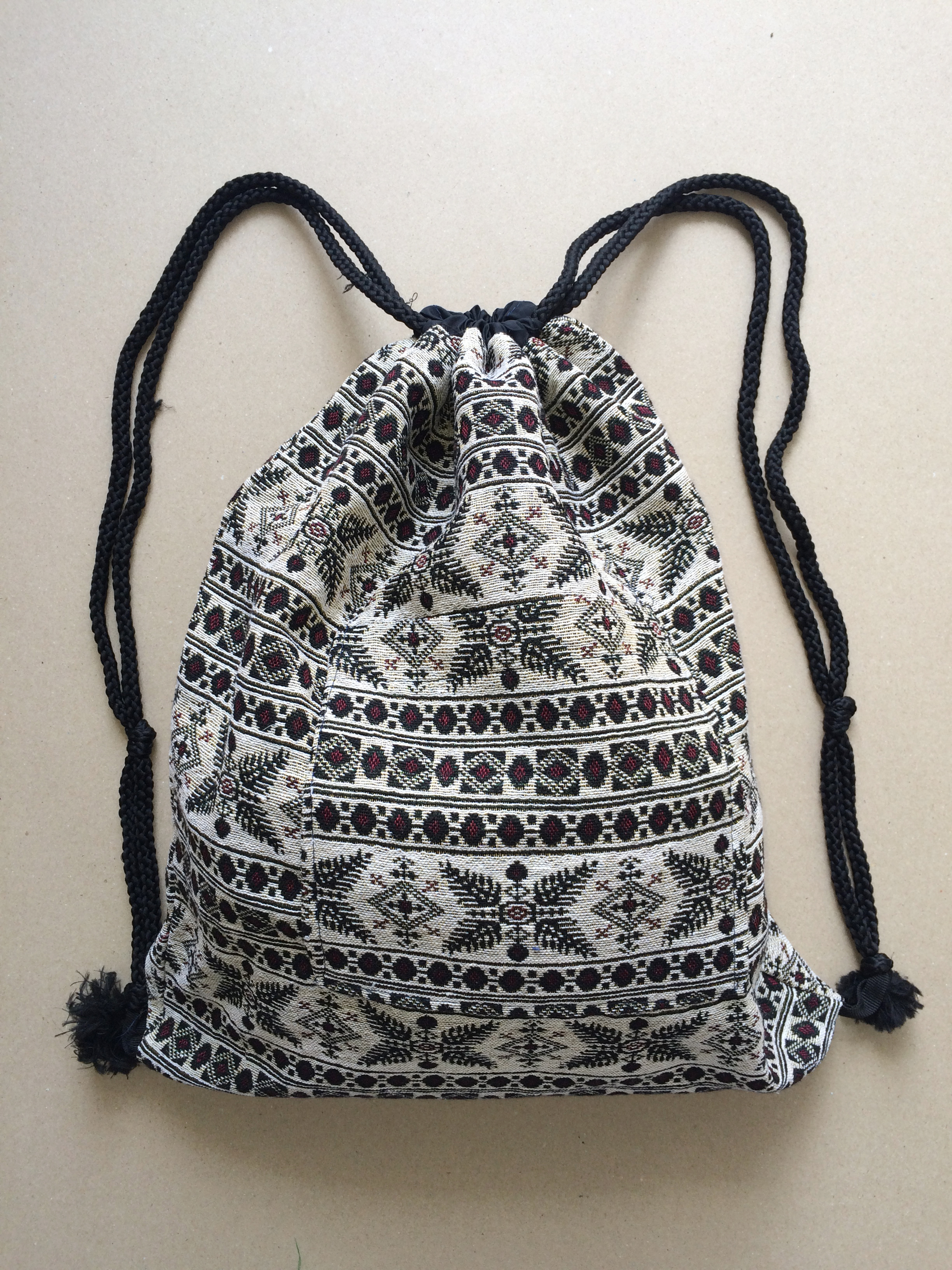
Balo làm bằng thổ cẩm
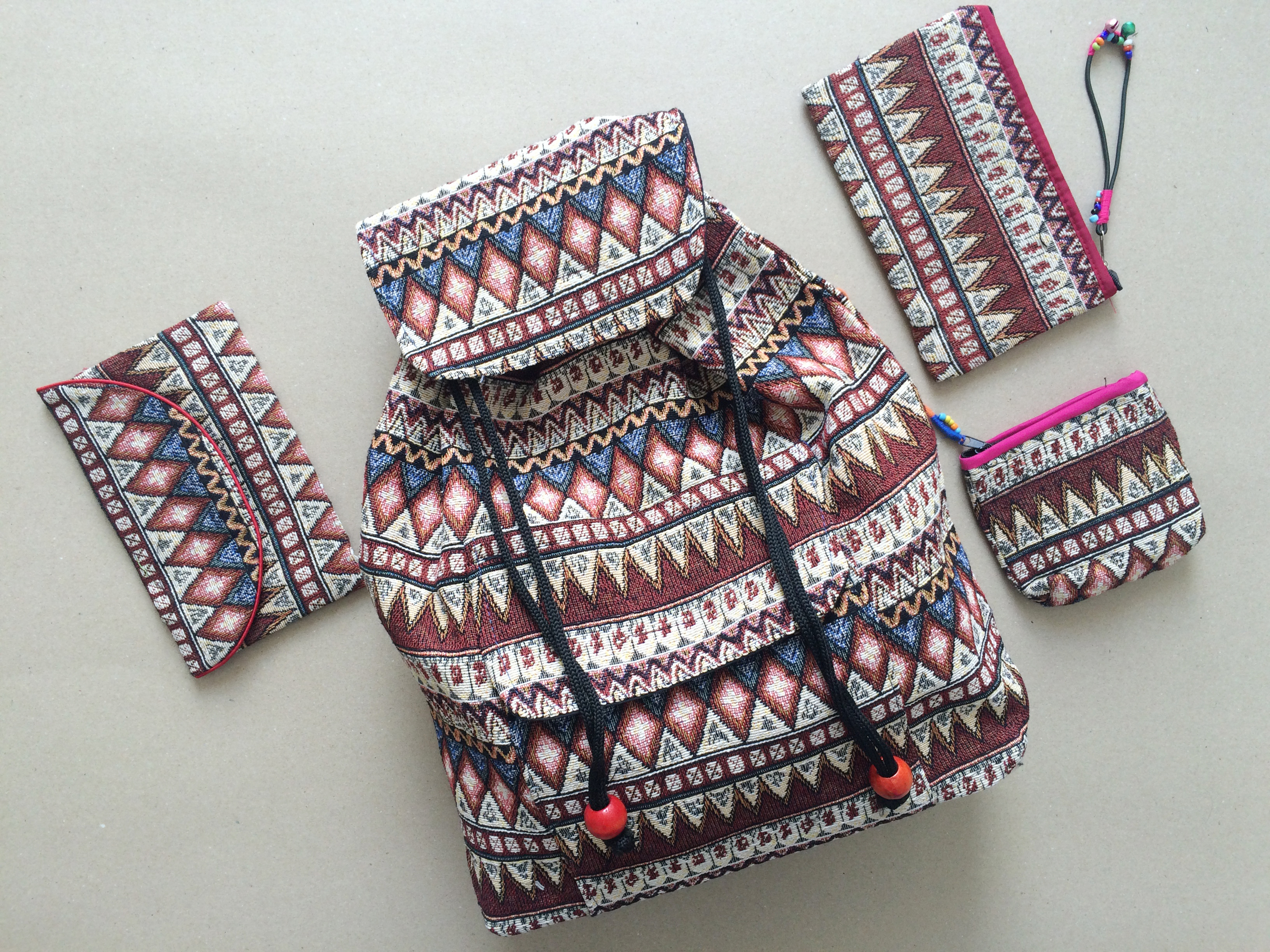
Các sản phẩm hiện đại được làm bằng thổ cẩm